# Richmond upon Thames kerület
Richmond upon Thames kerület egy London külső délnyugati részén fekvő kerülete.

## Fekvése
Richmondot észak-északnyugaton Hounslow, északkeleten Hammersmith and Fullham, keleten Wandsworth, Kingston upon Thames határolja.

## Története
A kerületet 1965-ben Twickenham (Middlesex), Richmond upon Thames és Barnes (Surrey) összevonásával hozták létre. Ekkor hozták létre a mai nevét is, amit azóta az ezen belül elhelyezkedő Richmondra is használnak.

## Népessége
A kerület népessége a korábbiakban az alábbi módon alakult:
| Lakosok száma | 189 100 | 194 700 | 196 904 | 194 894 |
|               | 2012    | 2015    | 2018    | 2022    |

## Látnivalók, parkok és nyílt területek

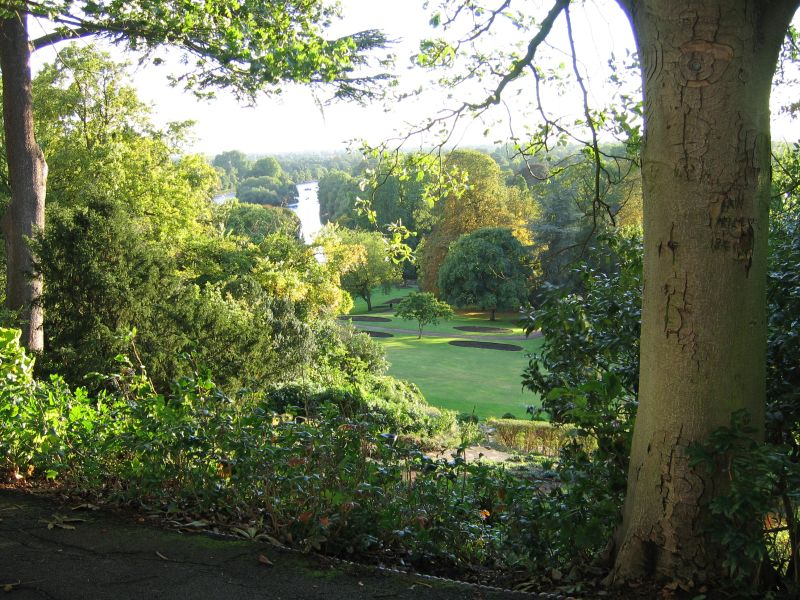
Kilátás a Richmond Hillről a Terraced Gardens felé.

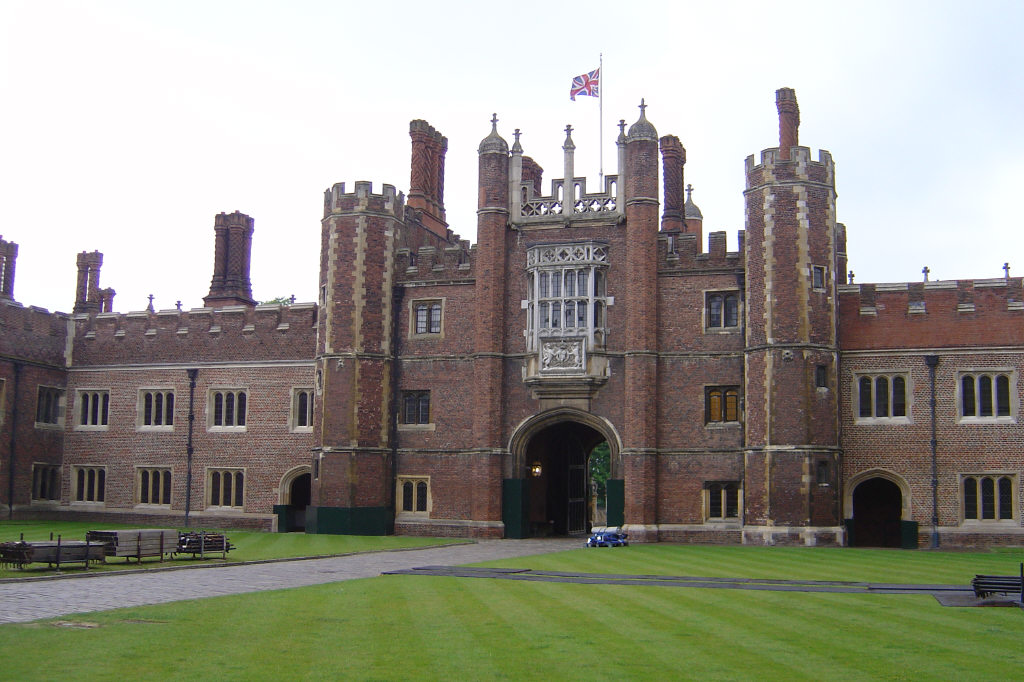
Hampton Court Palace

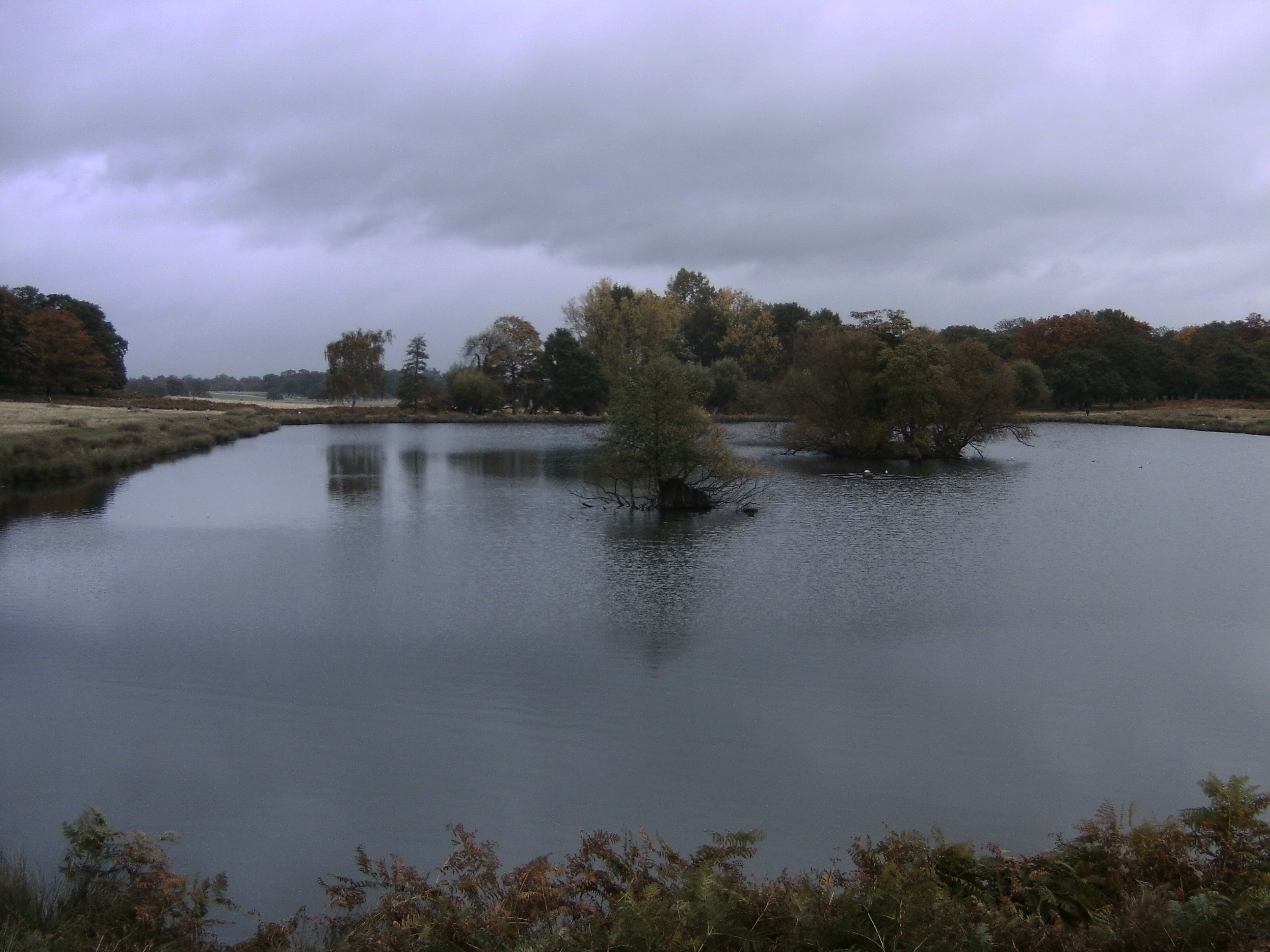
Tó a Richmond Parkban

A parkok a kerület nagy részét lefedik. Közéjük tartozik a Richmond Park, a Bushy Park, a Kew Gardens és a Hampton Court Park. Több mint ezer park és szabadtér van a kerületben, ami magában foglal kb. 40 km hosszú folyópart szakaszt is. Ez ötször több, mint akármelyik másik londoni kerületben. 

Itt van a Nemzeti Fizikai Laboratórium, a Hampton Court Palace és a WWT London Wetland Centre.

## Körzetei
- Barnes
- East Sheen
- East Twickenham
- Ham
- Hampton
- Hampton Hill & Fulwell
- Hampton Wick
- Kew
- Mortlake
- North Sheen
- Petersham
- Richmond
- St. Margarets
- Strawberry Hill
- Teddington
- Twickenham
- Whitton

## Közlekedés
A kerület vonaton a South West Trains által üzemeltetett nemzeti vasúti szolgáltatáson keresztül kapcsolódik a belvároshoz. A londoni metró vonalai közül a District line eléri Richmondot és Kew Gardenst.

### Állomások
- Barnes
- Barnes Bridge
- Fulwell
- Hampton
- Hampton Wick
- Mortlake
- North Sheen
- St Margarets
- Strawberry Hill
- Teddington
- Twickenham
- Whitton

## Iskolák
- Grey Court School
- The Green School
- Hampton School, 1557-ben alapított független fiúiskola
- Lady Eleanor Holles School, 1711-ben alapított független lányiskola

## Külső angol nyelvű lapok
- Richmond upon Thames Tanácsa
- Helyi hírek, események Richmond kerületben
- Richmond & Twickenham Times online
- Totally Richmond website Archiválva 2006. július 17-i dátummal a Wayback Machine-ben
- Látogassa meg Richmondot
- Állami iskolák Richmond kerületben
- A Könyvtár Helytörténeti része.
- Hampton & Richmond Borough Football Club